# ホンダ・SL
SL(エスエル)は、本田技研工業がかつて製造販売したオートバイのシリーズ商標である。

## 概要
オンロード・オフロード両用となるいわゆるデュアルパーパスモデルに使用された商標である。
本田技研工業では1962年のドリームCL72スクランブラー以降、オンロードモデルもしくはビジネスモデルをベースにしたスクランブラーモデルのCLシリーズを製造販売していたが、競合他社がオフ性能をより強化したモデルにシフトしたことから性能に見劣りがするようになり、『モトスポーツタイプ』をコンセプトとして開発された。1969年7月に販売開始されたベンリイSL90を祖とする本シリーズは以下の共通する特徴がある。
- 空冷4ストロークSOHC2気筒もしくは単気筒エンジンを搭載
- ブリッジ付きアップタイプハンドル
- 鋼管ダブルクレードルフレーム
- スキッドプレートなどのガード類装着
- 前輪テレスコピック・後輪スイングアームのサスペンション
- 前後大径ホイールにブロックパターンタイヤを装着
- アップタイプ（固定式）のフロントフェンダー

本シリーズは日本国内向け仕様のほか海外向け輸出仕様も製造販売されたが、125㏄・250㏄モデルが2ストロークエンジンを搭載するエルシノアシリーズへの移行を経て1975年にはXLシリーズへ、90㏄モデルが1976年には排気量ダウンと原動機付自転車モデルを併設した上でクロスカントリーモデルとしたXEシリーズへ移行して本シリーズは一旦すべての生産を終了した。
しかし1997年から2005年まで、オフでの走破性よりも街乗りからトレッキングまでの幅広い用途を想定した扱いやすさを重視したSL230で商標が再び使用された。

## モデル一覧

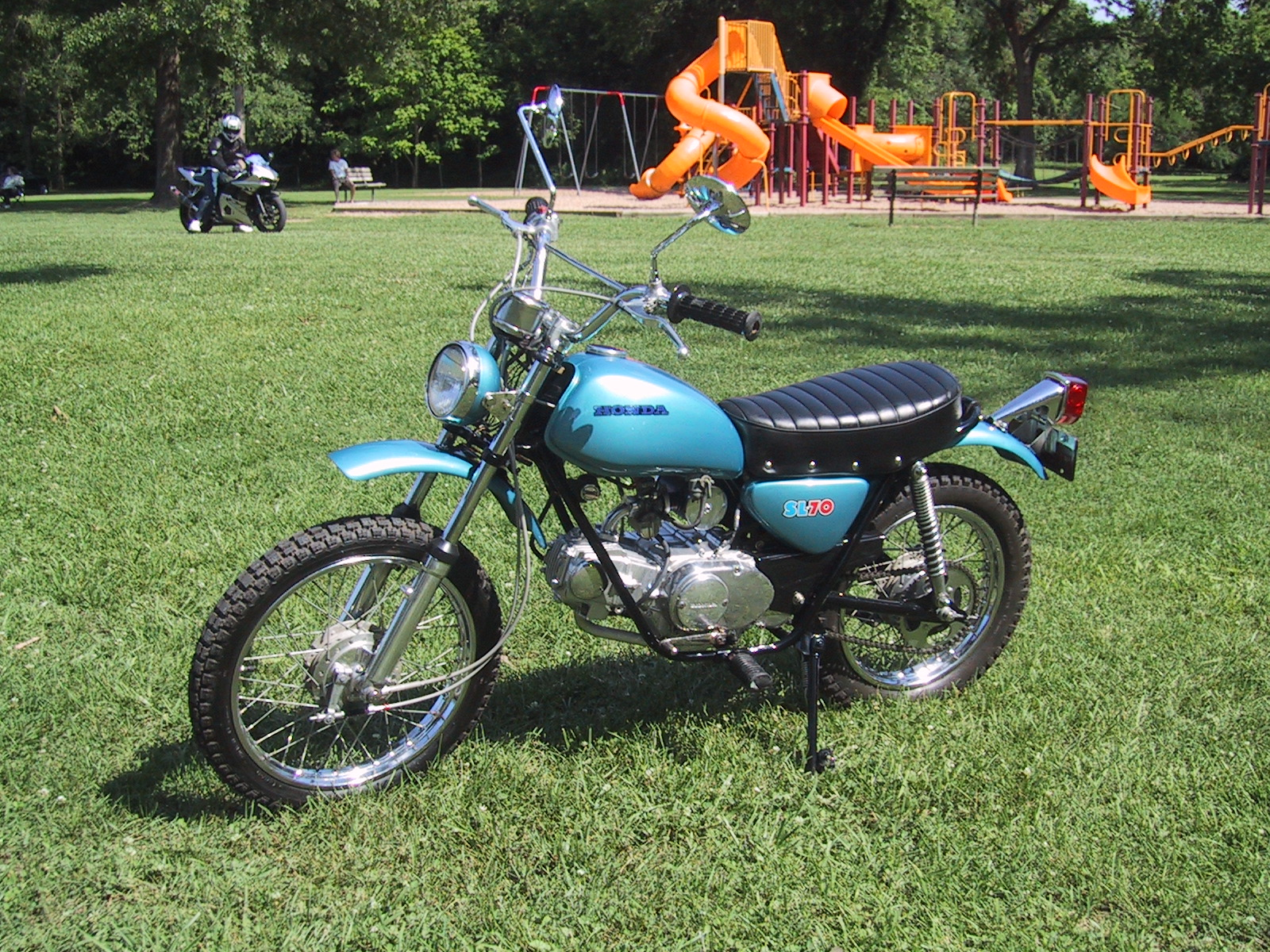
SL70
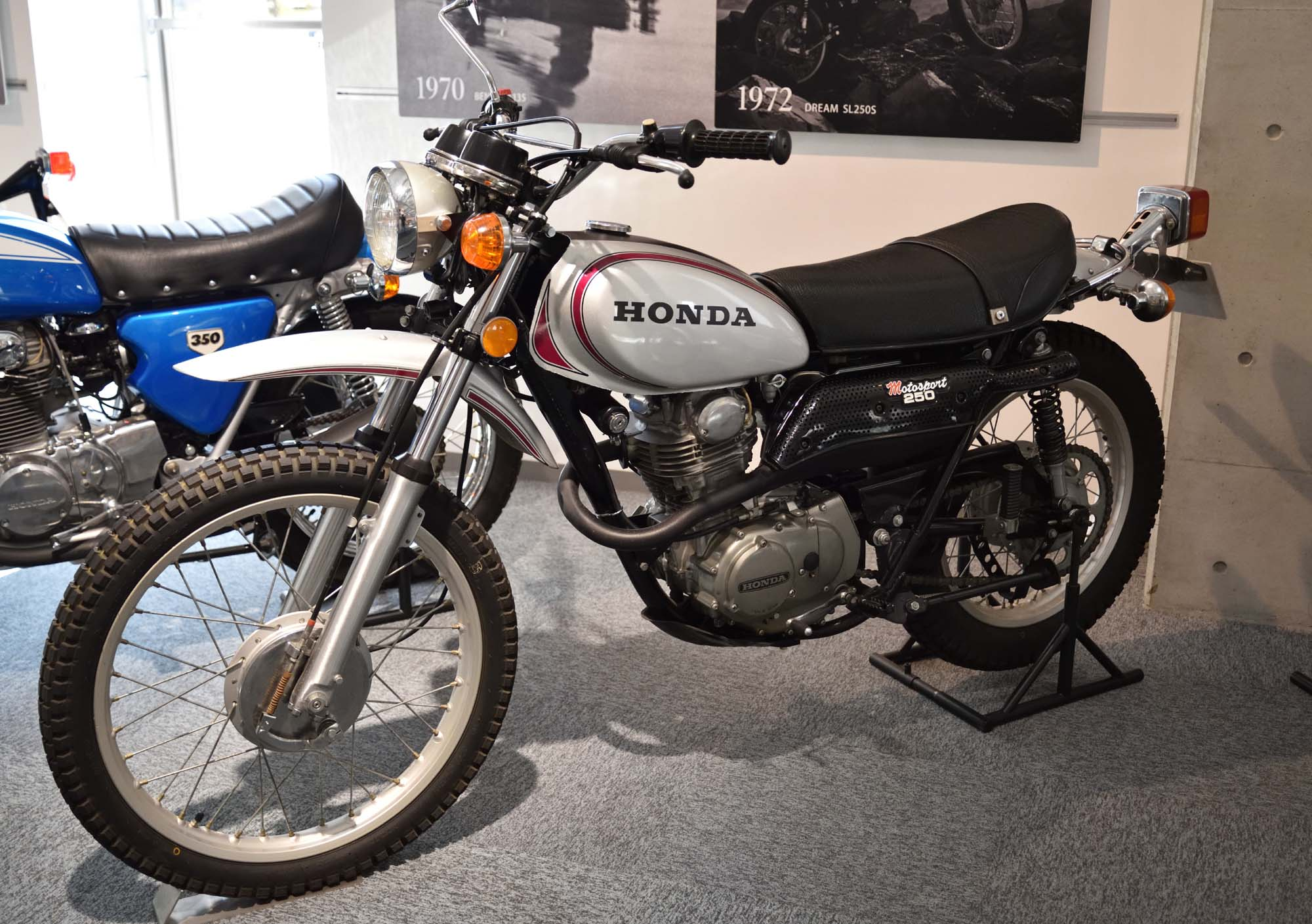
ドリームSL250S ホンダコレクションホール所蔵車
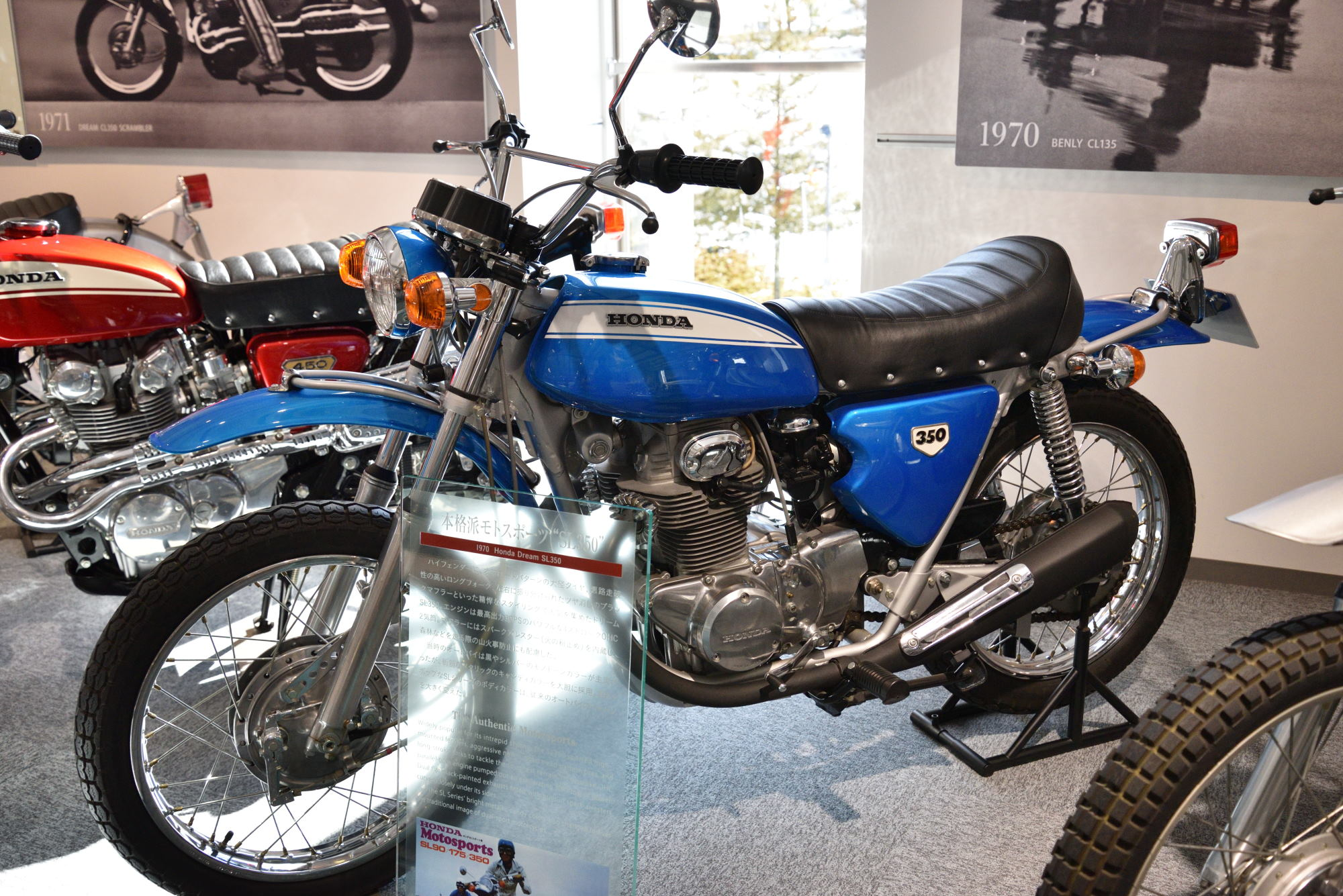
ドリームSL350 ホンダコレクションホール所蔵車

※各モデルの詳細はリンク先を参照のこと
| 車名           | 製造開始 | 製造終了 | エンジン形態  | 姉妹車                       | 備考             |
| -------------- | -------- | -------- | ------------- | ---------------------------- | ---------------- |
| SL70           | 1970年   | 1973年   | 前傾80°単気筒 | ベンリイCD70 ベンリイCL70    | 北米向け輸出仕様 |
| ベンリイSL90   | 1969年   | 1970年   | 前傾80°単気筒 | ベンリイCS90 ベンリイCL90    | [ 注 3 ]         |
| ベンリイSL90   | 1970年   | 1975年   | 前傾12°単気筒 | ベンリイCB90                 | [ 注 3 ]         |
| ベンリイSL125S | 1970年   | 1974年   | 前傾15°単気筒 | CB125S・CD125S CL125S・TL125 |                  |
| ベンリイSL175  | 1970年   | 1973年   | 並列2気筒     | CB175・CL175                 |                  |
| SL230          | 1997年   | 2005年   | 2バルブ単気筒 | CB223S・FTR XL230・XR230     |                  |
| ドリームSL250S | 1972年   | 1973年   | 4バルブ単気筒 |                              | [ 注 4 ]         |
| ドリームSL350  | 1970年   | 1973年   | 並列2気筒     | ドリームCB350                |                  |

- SL70
- ドリームSL250S
ホンダコレクションホール所蔵車
- ドリームSL350
ホンダコレクションホール所蔵車